# Upplands runinskrifter 1032
Upplands runinskrifter 1032 är ett vikingatida runstensfragment av granit i Ånge, Lena socken och Uppsala kommun. Runstensfragmentet är 1,24 meter gånger 0,56 meter. Runhöjden är 7-8 centimeter. Runstenen har blivit sönderslagen och använd som byggnadssten.

## Inskriften

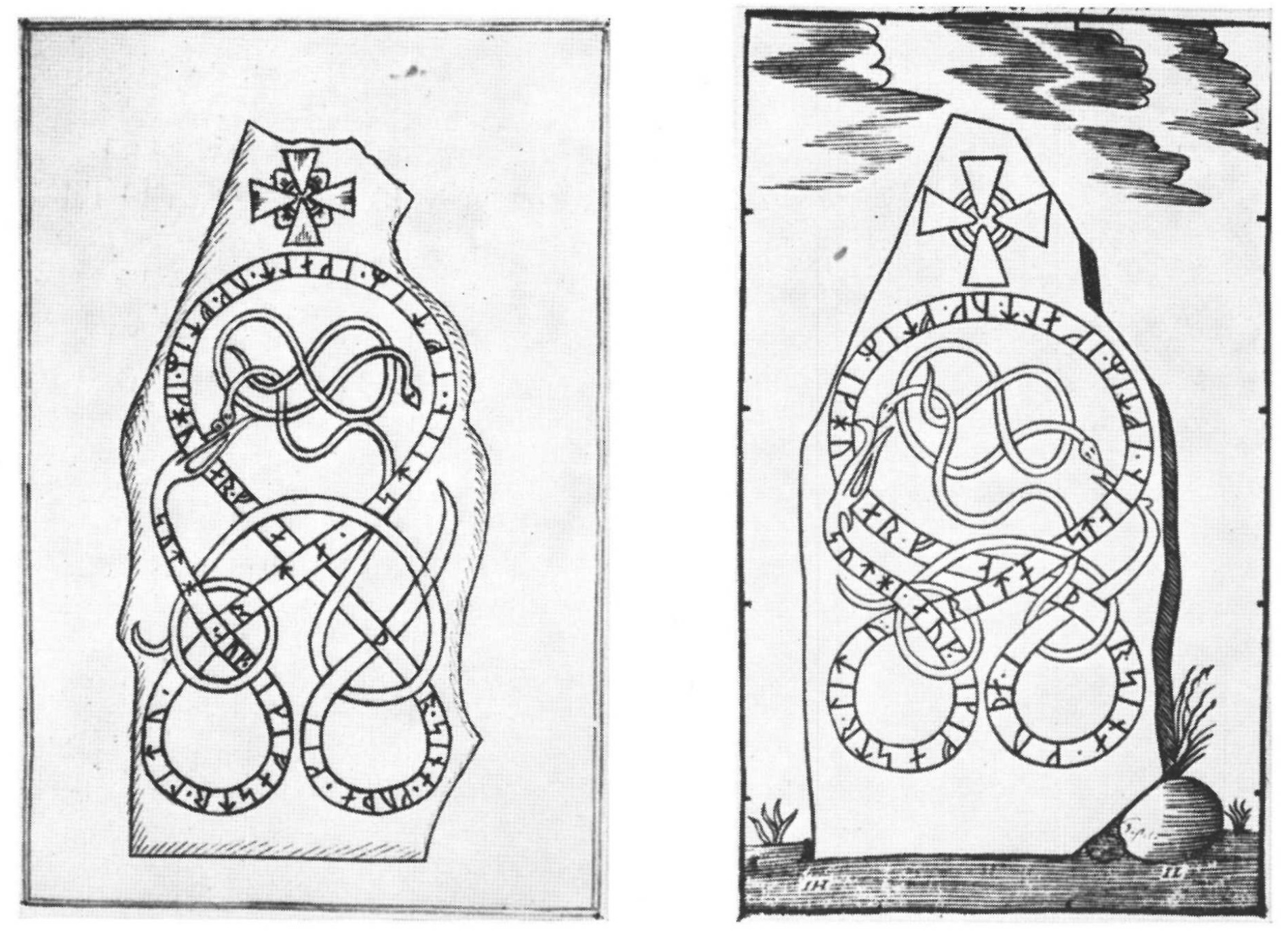

Translitterering av runraden:
[suth]i auk · iki[fastr · litu] rita [stai]n ' iftiʀ × ikalt ' uk ' (f)[tiʀ ikhu]ar · fe[þr si]na · kuþa · i
Normalisering till runsvenska:
Soti ok Ingifastr letu retta stæin æftiʀ Ingiald ok æftiʀ Ingvar, fæðr sina goða. i''
Översättning till nusvenska:
Sote och Ingefast läto uppresa stenen efter Ingjald och efter Ingvar, sina goda fäder.